# SERCODAK Dalfsen

SERCODAK Dalfsen este un club de handbal feminin din Dalfsen, Olanda. Echipa s-a înființat în anul 2009 și a avut anterior mai multe denumiri (MizuWaAi Dalfsen, Bizztravel Dalfsen) în funcție de sponsorul echipei. În acest moment, finanțatorul echipei este compania SERCO Dakspecialisten BV.
SERCODAK Dalfsen dispută partidele de pe teren propriu în arena De Trefkoele din Dalfsen, cu o capacitate de 2000 de locuri. Echipamentul de joc al echipei este asigurat de firma Hummel.

## Palmares
- Cupa Challenge:
  - Sfertfinalistă: 2010
- Campionatul Olandei:
  - Câștigătoare: 2011, 2012, 2013
- Supercupa Olandei:
  - Câștigătoare: 2011, 2012
- Cupa Olandei:
  - Câștigătoare: 2012, 2013

## Lotul de jucătoare
Conform paginii oficiale a clubului SERCODAK Dalfsen, lotul pentru sezonul 2013-2014 cuprinde 15 handbaliste:
| Portari - 01 Annick Lipman - 12 Loren Voor 'T Hekke Extreme - 04 Sharina van Dort - extremă stânga - 05 Ellen Schutte - extremă stânga - 07 Ana Pavković - extremă dreapta - 11 Alineke Ros - 17 Marion Oosterveld Pivoți - 02 Esther Schop - 03 Fabienne Logtenberg | Linia de 9 metri - 08 Nicol Kooiker - 09 Myrthe Schoenaker - 10 Inger Smits - 14 Yara Maria Nijboer - 15 Lynn Knippenborg - 16 Roos van Leeuwen |

## Conducerea tehnică
Conform paginii oficiale a clubului SERCODAK Dalfsen, conducerea tehnică este următoarea:
| Nume                  | Naționalitate | Ocupație           |
| --------------------- | ------------- | ------------------ |
| Peter Portengen       | Țările de Jos | Antrenor principal |
| Jerry van Koppenhagen | Țările de Jos | Director tehnic    |
| Frank Gort            | Țările de Jos | Medic              |
| Ilonka Kamerman       | Țările de Jos | Fizioterapeut      |
| Stefanique Langkamp   | Țările de Jos | Fizioterapeut      |
| Rene Cloo             | Țările de Jos | Manager            |

## Conducerea administrativă
Conform paginii oficiale a clubului SERCODAK Dalfsen, conducerea administrativă este următoarea:

### Fundația Tophandbal Dalfsen
| Nume            | Naționalitate | Ocupație          |
| --------------- | ------------- | ----------------- |
| Eric van Kooten | Țările de Jos | Președinte        |
| Ronald Leussen  | Țările de Jos | Trezorier         |
| Ger Kappert     | Țările de Jos | Manager comercial |
| Rene Cloo       | Țările de Jos | Manager tehnic    |

### SV Dalfsen Handbal
| Nume                   | Naționalitate | Ocupație                  |
| ---------------------- | ------------- | ------------------------- |
| Post vacant            | Țările de Jos | Președinte                |
| Niels Erik             | Țările de Jos | Trezorier                 |
| Janny Grolleman        | Țările de Jos | Organizator de competiții |
| Lielith Ubink-Veltmaat | Țările de Jos | Membru                    |
| Anne-Marie Mosterman   | Țările de Jos | Membru                    |
| Hans Muscus            | Țările de Jos | Membru                    |